# Cúp quốc gia Scotland 1875–76
 Cúp quốc gia Scotland 1875–76 là mùa giải thứ ba của giải đấu bóng đá loại trực tiếp uy tín nhất Scotland. Chức vô địch thuộc về Queen's Park khi đánh bại đội đến từ Glasgow 3rd Lanark RV 2–0 trong trận đá lại Chung kết.

## Lịch thi đấu
| Vòng      | Ngày thi đấu đầu tiên | Số trận đấu | Số trận đấu                 | Số trận đấu | Số đội tham gia |
| Vòng      | Ngày thi đấu đầu tiên | Ban đầu     | Đi thẳng vào vòng tiếp theo | Đá lại      | Số đội tham gia |
| --------- | --------------------- | ----------- | --------------------------- | ----------- | --------------- |
| Vòng Một  | tháng 10 năm 1875     | 24          | 1                           | 7           | 49 → 28         |
| Vòng Hai  | Không rõ              | 14          | 0                           | 2           | 28 → 14         |
| Vòng Ba   | 27 tháng 11 năm 1875  | 7           | 0                           | 0           | 14 → 70         |
| Tứ kết    | 18 tháng 12 năm 1875  | 3           | 1                           | 0           | 7 → 4           |
| Bán kết   | 9 tháng 1 năm 1876    | 2           | 0                           | 2           | 4 → 2           |
| Chung kết | 11 tháng 3 năm 1876   | 1           | 0                           | 1           | 2 → 1           |

- 6 đội vào vòng Hai sau các trận hòa 0–0

## Vòng Một
| Đội nhà             | Tỉ số | Đội khách            |
| ------------------- | ----- | -------------------- |
| Arthurlie           | 0 – 0 | Levern Hurlet        |
| Caledonian          | 0 – 0 | Western              |
| Clydesdale          | 1 – 0 | Eastern              |
| Drumpellier         | 0 – 0 | Barrhead             |
| Dumbreck            | Thắng | Vale of Leven Rovers |
| Hamilton Academical | 1 – 0 | Airdrie F.C.         |
| Heart of Midlothian | 0 – 0 | 3rd Edinburgh RV     |
| Helensburgh         | 1 – 0 | Star of Leven        |
| Kilbirnie           | 1 – 0 | Ayr Thistle          |
| Kilmarnock          | 8 – 0 | Ayr Eglinton         |
| Lennox              | 2 - 2 | Dumbarton            |
| Mauchline           | Thắng | Ardrossan            |
| Northern            | 4 – 0 | Ramblers             |
| Queen's Park        | 3 – 0 | Alexandra Athletic   |
| Rangers             | 7 – 0 | 1st Lanark RV        |
| Renton              | 1 – 0 | Alclutha             |
| Renton Thistle      | Thắng | Queen's Park Juniors |
| Rovers              | Thắng | Oxford               |
| Sandyford           | 0 – 0 | 23rd Renfrew RV      |
| St. Andrew's        | 1 – 0 | Telegraphists        |
| 3rd Lanark RV       | 2 – 0 | Havelock             |
| Towerhill           | 2 – 0 | Lancelot             |
| Vale of Leven       | Thắng | Vale of Leven Rovers |
| West End            | 0 – 0 | Partick              |

- Edinburgh Thistle đi thẳng vào vòng tiếp theo

### Đá lại
| Đội nhà          | Tỉ số | Đội khách           |
| ---------------- | ----- | ------------------- |
| Barrhead         | 0 – 1 | Drumpellier         |
| Dumbarton        | 1 - 0 | Lennox              |
| 3rd Edinburgh RV | 0 – 0 | Heart of Midlothian |
| Levern Hurlet    | 4 – 0 | Arthurlie           |
| Partick          | 0 – 0 | West End            |
| 23rd Renfrew RV  | 0 – 0 | Sandyford           |
| Western          | 3 – 0 | Caledonian          |

- 6 đội đá lại được vào vòng Hai

## Vòng Hai
| Đội nhà           | Tỉ số | Đội khách           |
| ----------------- | ----- | ------------------- |
| Clydesdale        | 6 – 0 | Kilmarnock          |
| Drumpellier       | 2 – 0 | Heart of Midlothian |
| Dumbarton         | 2 – 1 | Renton Thistle      |
| Dumbreck          | 2 – 0 | St. Andrew's        |
| Edinburgh Thistle | 0 – 0 | 3rd Edinburgh RV    |
| Helensburgh       | 1 – 0 | 23rd Renfrew RV     |
| Kilbirnie         | 0 – 0 | Mauchline           |
| Levern Hurlet     | 3 – 0 | Hamilton Academical |
| Partick           | 2 – 0 | Towerhill           |
| Queen's Park      | 5 – 0 | Northern            |
| Rangers           | 1 – 2 | 3rd Lanark RV       |
| Rovers            | 6 – 0 | West End            |
| Vale of Leven     | 3 – 0 | Renton              |
| Western           | 3 – 0 | Sandyford           |

### Đá lại
| Đội nhà          | Tỉ số | Đội khách         |
| ---------------- | ----- | ----------------- |
| 3rd Edinburgh RV | 1 – 0 | Edinburgh Thistle |
| Mauchline        | Thắng | Kilbirnie         |

## Vòng Ba
| Đội nhà       | Tỉ số | Đội khách        |
| ------------- | ----- | ---------------- |
| Dumbarton     | 5 – 1 | Drumpellier      |
| Dumbreck      | 5 – 0 | Partick          |
| Queen's Park  | 2 – 0 | Clydesdale       |
| Rovers        | 4 – 0 | 3rd Edinburgh RV |
| 3rd Lanark RV | 3 – 0 | Levern Hurlet    |
| Vale of Leven | 6 – 0 | Mauchline        |
| Western       | 2 – 0 | Helensburgh      |

## Tứ kết
| Đội nhà       | Tỉ số | Đội khách |
| ------------- | ----- | --------- |
| Queen's Park  | 2 – 0 | Dumbreck  |
| 3rd Lanark RV | 5 – 0 | Western   |
| Vale of Leven | 2 – 0 | Rovers    |

- Dumbarton đi thẳng vào vòng tiếp theo

## Bán kết
| Queen's Park | 2 – 1 | Vale of Leven |
| ------------ | ----- | ------------- |
|              |       |               |

| 3rd Lanark RV | 1 – 1 | Dumbarton |
| ------------- | ----- | --------- |
|               |       |           |

### Đá lại
| 3rd Lanark RV | 1 – 1 | Dumbarton |
| ------------- | ----- | --------- |
|               |       |           |

### Đá lại lần 2
| 3rd Lanark RV | 3 – 0 | Dumbarton |
| ------------- | ----- | --------- |
|               |       |           |

## Chung kết
| Queen's Park | 1 – 1 | 3rd Lanark RV |
| ------------ | ----- | ------------- |
| Highet 35'   |       | Drinnan 2'    |

### Đá lại
| Queen's Park   | 2 – 0 | 3rd Lanark RV |
| -------------- | ----- | ------------- |
| Highet 15' 46' |       |               |